# الطاية (ولاية سطيف)
الطاية (بالإنجليزية: Al Taya)‏ هي مدينة وبلدية الجزائرية تابعة إداريا وإقليميا إلى دائرة حمام السخنة الكائنة في ولاية سطيف، تقع جنوب شرق ولاية سطيف، تبعد عن مدينة سطيف 70 كلم، تحدها شمالا بلدية الولجة وبلدية تاجنانت ولاية ميلة وشرقا بلدية عين جاسر ولاية باتنة وغربا بلدية حمام السخنة، وهي بلدية تعدادها السكاني حوالي 14000 نسمة، إحصاء 2008،  يمارس سكانها الزراعة وتربية الماشية، وتشتهر بتربية الدواجن بجميع أنواعها، كما تعرف بتسمين العجول، وتربية أبقار الحليب، والجواميس، كما تشتهر أيضا بزراعة البطاطس.، كما يمارسون التجارة، والصناعة والحرف التقليدية..

## حقائق سريعة
- الطاية بلدية جزائرية تابعة إقليمياً وإدارياً إلى دائرة حمام السخنة التابعة إلى ولاية سطيف الجزائرية.
- تقع بلدية الطاية جنوب شرق الجزائر جنوب شرق مدينة سطيف الجزائرية في الجهة الشرقية من إقليم الهضاب العليا، وفي الإقليم الشمال الشرقي الجزائري.
- تقع بلدية الطاية على دائرة عرض: 35.927027 وخط طول: 5.9379، في الموقع الفلكي 35° 57′ 32″ شمالاً، 5° 57′ 58″ شرقاً.
- يمر بـ بلدية الطاية الطريق الوطني رقم 75، والطريق الولائي رقم 118.
- يوجد بـ بلدية الطاية شبكة من الطرق البلدية والتي تربط جميع الأماكن الحضرية، والتجمعات السكانية بـ البلدية ببعضها البعض.
- يبعد مركز ولاية سطيف مدينة سطيف عن بلدية الطاية بـ 70 كلم.

## الاقتصاد
تتميز بلدية الطاية بتنوع الأنشطة الاقتصادية فيها، كالفلاحية منها وبجميع أنواعها من الزراعة، وتربية المواشي، والدواجن، كما تعرف المنطقة نشاطاً مميزا في مجال الصناعات التقليدية، توجد مؤسسات خاصة لإنتاج أغذية الأنعام، وكذا محطات متعددة الخدمات تابعة للخواص بالطاية على الطريق الولائي رقم 118و مشتة بئر الطاشمة على الطريق الوطني رقم 75.

## أهم المرافق بها
أهم المرافق المتواجدة عبر تراب بلدية الطاية ولاية سطيف:
المركز الثقافي الشهيد مصطفى بن بوالعيد الذي تم تدشينه سنة 2002 من طرف وزير الإنعاش الاقتصادي.
مكتبة المطالعة العمومية الشهيد شعبان بونشادة التي تم تدشينها سنة 2011 من طرف وزيرة الثقافة.
العيادة المتعددة الخدمات الشهيد قبايلي دحمان التي تم تدشينها سنة 2011 من طرف والي ولاية سطيف.
قاعتين للعلاج بكل من حي أم العجول ومشتة أولاد عدوان.
بالإضافة إلى المؤسسات التروبية المتوزعة عبر جميع التجمعات السكنية وإكماليتين بالطاية مركز وحي أم العجول.
ثانوية الشهيد أعمر بوقرة التي تم تدشينها سنة 2018 من طرف والي ولاية سطيف.
دار شباب بحي أم العجول التي انتهت الأشغال بها، التي لم تستغل بعد.
بالإضافة إلى مكتبين لبريد الجزائر بالطاية وحي أم العجول.

تاريخ
الطاية ما قبل ثورة نوفمبر 1954 :
           إثر اندلاع الحرب العالمية الثانية اشترطت فرنسا تجنيد مجموعة من الشباب كغيرهم من الجزائريين لمساندتها في تحقيق النصر ضد النظام النازي مقابل حرية الشعب الجزائري، ومن ضمن هؤلاء الشباب:
بوقرة لخضر: الذي نفي إلى مدغشقر (التي كانت مستعمرة فرنسية) بعد نهاية الحرب.
شاوش أعمر: حيث شارك في الحرب الفرنسية على الفيتنام (الهند الصينية سابقا).
عيشور أحمنة: الذي قلد رتبة عريف بالجيش الفرنسي أثناء الحرب على ألمانيا، ولقب بـ: (الكابران) نسبة إلى الرتبة التي كان يحملها.
عيشور حواس المدعو الحاج: الذي توفي في أحد المعارك أثناء الحرب العالمية الثانية، وهو مدفون حاليا
إنشاء بلدية أم العجول أو (بيير كيري أو بيار كوري) Pierre Curie :
أنشئت بلدية أم العجول أو (بيير كيري) سنة 1956 كبلدية ريفية ذات الصلاحيات الكاملة نتيجة اشتداد حرارة الكفاح المسلح ضد المستعمر الفرنسي، وقد أرادت الحكومة الفرنسية من خلال إنشاء مثل هذه البلديات الريفية القضاء على الدعم الشعبي لثورة التحرير، ولذلك تقريب إدارة المحتل من الجزائريين خاصة في الأرياف، وتقدم الدعم المعنوي والسيكولوجي لأفراد الجيش المنهارة معنوياته، وكان ذلك قبل سنة 1956، قد أوجدت مكاتب المصالح الإدارية المختصة (لاصاص)  التي كانت تابعة عسكريا للتي هي موجودة ببئر العرش.
مراكز البحث، التحري والمراقبة:
أنشئ العدو الفرنسي عدد من مراكز للتحري والمراقبة (لاصاص) لتعقب خطى المجاهدين من بينها:
مركز التعذيب بأم العجول: الذي أنشئه الفرنسيون خصيصا لتعذيب المشتبه بهم والمتعاملين مع المجاهدين، وتذكر بعض الروايات أن هذا المركز شيد على يد مجموعة من المساجين سنة 1956 م.
مركز لهواشر: الذي أنشئه العدو لمراقبة وتقفي خطى المجاهدين، وبعد عدة سنوات غادروا المركز حيث هدم من طرف مجموعة من المجاهدين كي لا يعودوا إليه، ونجهل سنة الإنشاء والتهديم.
            أما عن أبراج المراقبة التي وضعتها فرنسا تحت تصرف مجموعة من المعمرين القاطنين عبر تراب البلدية، على سبيل المثال المعمر كسان الذي يحتل موقع إستراتيجي يحث يطلع على جميع المناطق ومراقبتها جيدا، بإمكانه مراقبة كل من جبل يدعى (ركمة الجمل)، جبل الفرطاس والكثير من القرى والمداشر منها دوار الطاية (لهواشر حاليا)، دوار المخالفة، وتسهيل عملية مراقبة كل الطرق والمسالك المؤدية من وإلى الطاية ليل نهار، ومشتة الطين التي أسسها العدو بالقرب من المعمر كسان.
_ نماذج من معارك المجاهدين ضد القوات الفرنسية إبان الثورة.
أولا:  أهــم المعارك
     قامت معركة بين المستعمر الفرنسي وثوار المنطقة بدوار لهواشر، حيث تم حرق مجاهدين اثنين كانا مختبئين في كومة من التبن [ نادر] وهما الشهيدين: مزعاش علي ومقدمي العربي بن مسعود.
_ اندلعت معركة  في دوار لهواشر، في إحدى الليالي من سنة 1961، حيث حاصرت قوات الجيش الفرنسي المنطقة ووقع الاشتباك مع الشهيد «عيشور معمر بن الطاهر» بعد نزوله من جبل الفرطاس لإلقاء نظرة على السجين شتيح عيسى الذي أطلق صراحه في ذلك اليوم، حيث رفض مجموعة من رفقائه أن يقوم بتلك الزيارة خشية تصادمه مع قوات الاحتلال، إلا أنه أصر على ذلك، وكان الجيش يترصد تحركاته، حتى وقع الاشتباك بين الطرفين.
نتائج العملية:
01 – خسائر العدو:خسائر كبيرة في أوساط الجيش  والعدد غير معروف.
02 – خسائر المجاهدين:استشهاد عيشور معمر بن الطاهر.
ثانيا: عملية اختطاف معمرأوروبي:
          قام بعملية اختطاف المعمر «قروسي» جماعة من الفدائيين بعد اتخاذ كل التدابير اللازمة، وقد كان هذا المعمر يمتلك مزرعة فلاحية بالقرب من دوار «شوادي» بئر بلخليفي حاليا جنوب أم العجول «بيار كيري» سابقا، وكان هذا الأخير من غلاة المعمرين الذين نزلت عليهم الثورة كصاعقة من السماء، فكان شغله الشاغل هو البحث عن المجاهدين ومن ينتمي إليهم من المدنيين لينتقم منهم، ولقد تسبب في إلقاء القبض على بعض المناضلين بمساعدة جيش العدو المتركزين في أم العجول، فمنهم من سجن ومنهم من استشهد، فترصد له مجموعة من الفدائيين وقرروا اختطافه حيا ويقدم إلى مسؤولي الثورة، وفي يوم من الأيام التقى بعمال يعملون في مزرعة أوروبي آخر  وكان يعرفهم في سوق أم العجول والفدائيين يراقبونه من بعيد، وحين أراد أن يمتطي سيارته الخاصة راجعا إلى مزرعته، قال له أحد العمال رافقنا معك إلى الإقليم ((الدوار)) فركبوا معه وتبعهم الفدائيون وبالقرب من مزرعته، حيث هدده أحد الراكبين بالخنجر، فأوقف السيارة وفجأة التحق المجاهدين في سيارة أخرى وأوقفوه بالسلاح وقيدوه ثم ذهبوا به إلى الجبل تاركا سيارته ومزرعته، وبعد أسبوع رجع الفدائيون إلى المزرعة فأحرقوا وأتلفوا ما كان فيها من عتاد وغيره.
نتائج العملية:
01 – خسائر العدو: اختطاف المعمر «قروسي»، إحراق مزرعته وإتلاف كل ما فيها.
02 – خسائر المجاهدين: لا شيء.
ثالثا: تدمير مزرعة المعمر «ميار» سنة 1957 م:
             قام أفراد من جيش التحرير الوطني بمعية مجموعة من الفدائيين في بداية موسم الحصاد سنة 1957 م، بتدمير مزرعة فلاحية يملكها أحد المعمرين الفرنسيين يدعى    «ميار»، بعد خطة محكمة من قبل مسؤولين فدائيين، وهذه المزرعة كانت في مطلع سنة 1957 محروسة من قبل جنود العدو الفرنسي، وكان عمالها جزائريين، وبواسطتهم نقلت أسرار ما كان يوجد داخل المزرعة إلى المجاهدين وخاصة الغرفة التي كان يسكنها المعمر «ميار» والتي كانت تحتوي على أسلحة وذخيرة، ثم رحل عنها حراسها وبقي يسكنها المعمر المذكور رفقة أخوه، وبقي الأخوان يحرسان المزرعة في بعض الأوقات، وظل المجاهدون ينتظرون الإشارة الخضراء من عمال المزرعة واتخذت كل التدابير، وذات يوم من الأيام عندما أعطيت الإشارة للهجوم على المزرعة ليلا، انطلق أفراد جيش التحرير الوطني بمشاركة الفدائيين لهدم المزرعة وإضرام النيران في كل ما وجد فيها من عتاد فلاحي وتم الاستيلاء على الأسلحة مع ذخيرتها والمواشي والأبقار، ولم يبقى أي أثر للمزرعة ولما تمت العملية قيدوا العمال  ورجعوا إلى قواعدهم سالمين غانمين.
نتائج العملية:
01 _ خسائر العدو: إحراق المزرعة والعتاد الفلاحي، فقدان الماشية من بقر وضأن وضياع الكثير من الأسلحة
02 _ خسائر المجاهدين: لا شيء.
رابعا: نصب كمين لمعمر أوروبي سنة 1958 م:
              قامت عناصر من جيش التحرير الوطني في يوم من أيام ربيع سنة 1958 م بنصب كمين عسكري بالمكان المسمى الرصفة القسم الثالث المنطقة الأولى، التابعة لبلدية الطاية لمعمر فرنسي اسمه «إيفو»، وكان يملك مزرعة فلاحية بأم العجول «بيار كيري» سابقا، وقد كان هذا المعمر مولعا بالبحث عن المجاهدين، لأن نفسه كانت تتقدد حقدا وضغينة على رجال الثورة، لأنه كان يخشى المناضلين والمجاهدين عموما على مصالحه الاقتصادية والسياسية، وهذه ظاهرة يتميز بها غلاة المعمرين عامة على مدى الوجود الاستعماري في الجزائر بل تسبب في قتل العديد من السكان المسلمين الجزائريين في المنطقة، وتمادى في أعماله العدوانية الحاقدة، وعندما يريد زيارة المدينة أو بعض زملائه يغير طريقه خشية لقائه مع المجاهدين، ولما بلغ نبأه إلى القيادة الثورية في المنطقة، وضعوا له خطة محكمة، وترصدوا له بالمكان المشار إليه آنفا حين كان في سيارته متوجها إلى أحد زملائه بقرب مكان الكمين فأطلقوا على النار فأردوه قتيلا.
و كانت ردة فعل العدو الفرنسي إلقاء القبض على أحد المواطنين وذهبوا به إلى مكان الكمين وصب عليه الجنود البنزين وأضرموا فيه النار انتقاما للمعمر فاستشهد في الحين.
نتائج العملية :
01 _ خسائر العدو : قتل المعمر «إيفو».
02 _ خسائر المجاهدين : استشهاد المدني «إيكن علي بن قزمير».

### الموقع
* الموقع الجغرافي: الطاية
- الإحداثيات: 35°57′31″N 5°57′58″E / 35.95861°N 5.96611°E

## المناخ
- مناخ الطاية (ولاية سطيف) متوسطي (أقاليم مناخية: Csa)

* الطقس : (ولاية سطيف)

## وصلات خارجية
- موقع ولاية سطيف
- مدونة التربية والتعليم (موقع مديرية التربية لولاية سطيف)
- مديرية التجارة لولاية سطيف
- إذاعة سطيف (البث الحي)
- الموقع الرسمي لمديرية التخطيط والتهيئة العمرانية لولاية سطيف
- La Compagnie genevoise des colonies suisses de Sétif الشركة الجنيفية للمستعمرات السويسرية
- سطيف انفو - عربي، فرنسي
- السطايفي - سطيف الجزائر - فرنسي
- سطيف نت - عربي، فرنسي، أمازيغي
- سطيف - فرنسي

## ال مراجع
1. ↑  "Wilaya de Sétif : répartition de la population résidente des ménages ordinaires et collectifs, selon la commune de résidence et la dispersion" (PDF). مؤرشف من الأصل (PDF) في 2018-07-23.. Données du recensement général de la population et de l'habitat de 2008 sur le site de l'ONS.
2. ↑  Algeria Municipalities نسخة محفوظة 18 يوليو 2017 على موقع واي باك مشين.
3. ↑  Algeria Municipalities نسخة محفوظة 18 يونيو 2018 على موقع واي باك مشين.

 الجزائر